# Олександра Копач
Олександра Копач (з дому: Яворська; 26 лютого 1913, Городенка — 1998, Торонто) — українська письменниця, літературознавець. Член Об'єднання українських письменників «Слово», Асоціації славістів Канади, дійсний член Наукового Товариства ім. Шевченка (з 1975).

## З біографії
Народилася 26 лютого в м. Городенці (Галичина). Закінчила філософський факультет
Ягеллонського університету (1937, Краків), була слухачем лекцій Б. Лепкого. Прибула до Канади у 1948 р., здобула диплом доктора філософії (славістика) в Оттавському університеті (1967). Заснувала в Торонто курси українознавства ім. Г. Сковороди і працювала на цих курсах 28 років. Очолювала Комітет українознавства в Управі НТШ Канади. Померла 1998 р.

## Творчість
Автор книжок «Неповторні дні» (1960), «Наталена Королева»
(1962), «Хрестоматія нової української літератури» (1970), «Мовостиль Ольги Кобилянської» (1972), «Нові обрії стародавньої України» (1980, 1994), «Богатирі стародавньої України» (1982), «Багатирі» (1984), «Хлопчик з казки» (1986), «Мініятюри» (1988) та інших.

## Нагороди
Нагороджена Шевченківською медаллю Конґресу Українців Канади.